# Epimecis carbonaria
Epimecis carbonaria là một loài bướm đêm trong họ Geometridae.